# 鄭捧日
鄭捧日（？—？），原名鳳日。彰化縣布嶼稟堡麥仔藔莊（雲林縣麥寮鄉麥津村）人。開鹿舉人、大田縣儒學教諭。

## 生平
- 1807年，中式舉人[5]。
- 1815年，撰寫「重修仁和宮記」[6]。
- 1816年，撰寫「重修鹿溪聖母宮記」[7]。
- 1818年，捐修敬義園[8]。